# Yann Cunha
Yann Cunha, né le 22 janvier 1991 à Brasilia, est un pilote automobile brésilien
Il a commencé sa carrière dans l’automobilisme après un passage bref, mais couronné de succès, dans le kart.
Il a commencé la compétition en Formule 3 Sud-américain en 2008. Durant la première saison, il a seulement disputé quelques courses et a commencé à se préparer pour la saison 2009 - qui marquat son entrée dans son premier championnat complet.
À 18 ans il a travaillé avec l'équipe sportive Razia dans le développement de la nouvelle Dallara F309, qui équipe maintenant les voitures de la catégorie, et, dès la première étape, a montré qu’il aurait un championnat brillant par la suite.
Placé deuxième au départ de la compétition disputée à Brasilia, il fut une présence constante sur le podium de la catégorie et a confirmé la position de meilleur débutant en Formule 3.
En raison de la variété des circuits prévus pour la saison 2009, le pilote eut la possibilité de concourir dans sa ville natale, mais également sur les circuits de Curitiba, Rio de Janeiro, Santa Cruz do Sul, Buenos Aires (Argentine), Piriápolis (Uruguay) , São Paulo et Campo Grande.
En 2010, il a remporté le titre de la saison après une bataille des plus ardues avec Bruno Paulo Andrade, championnat qui n’a été décidé que lors de la dernière étape. Il a en outre gagné la course de kart des « 500 miles » devant des noms comme Felipe Massa, Rubens Barrichello, Tony Kanaan, etc. Ayant remporté le championnat continental, Yann est allé en Europe, où il a disputé les championnats 2011 de F-3 anglaise et l’Européenne F-3 Open, où il a gagné une course.
Cette année, Yann a disputé des courses de AutoGP et participera régulièrement à la World Series by Renault, dans l'équipe Pons.